# Charles G. Booth
Charles Gordon Booth (Mánchester, 12 de febrero de 1896-Los Ángeles, 22 de mayo de 1949) fue un guionista británico establecido en Estados Unidos. Booth fue el autor de muchos guiones cladicos de Hollywood, incluyendo El general murió al amanecer (1936) y Cuando muere el día (1941). Ganó el Óscar al mejor argumento por La casa de la calle 92 en 1945, una versión apenas disfrazada del agente del FBI " Duquesne, que condujo a la mayor condena espionaje en la historia de los Estados Unidos. También escribió el cuento "Caviar para su excelencia", que fue la base de la película homónima.

## Trabajos
Libros
- Sinister House, (1926)
- Gold Bullets, (1929)
- Murder At High Tide, (1930)
- Seven Alibis, (1932)
- The Cat And The Clock, (1935)
- The General Died At Dawn, (1937)
- Mr Angel Comes Aboard, (1944)
- Murder Strikes Thrice, (1946)

Cine
- El general murió al amanecer (The General Died At Dawn) de Lewis Milestone  (1937)
- Caviar para Su Excelencia (The Magnificent Fraud) de Robert Florey  (1939)
- Cuando muere el día (Sundown) de Henry Hathaway  (1941)
- Hurricane Smith de Bernard Vorhaus (1941)
- The Traitor Within de Frank McDonald (1942)
- Capitán Ángel (Johnny Angel) de Edwin L. Marin  (1945)
- La casa de la calle 92 (The House on 92nd Street) de Henry Hathaway  (1945)
- Behind Green Lights de Otto Brower (1946)
- Matanza infernal (Fury at Furnace Creek) de H. Bruce Humberstone (1948)